# Lagrange (cràter)
Lagrange és un cràter d'impacte de la Lluna adjacent a la vora nord-oest del cràter Piazzi, situat al costat dels llimbs sud-oest de la Lluna. Quan es veu des de la Terra el seu aspecte és oblong degut a la perspectiva. Al nord-oest del cràter hi ha els Montes Cordillera, un sistema d'elevacions amb forma d'anell que envolta la immensa conca d'impacte de la Mare Orientale.

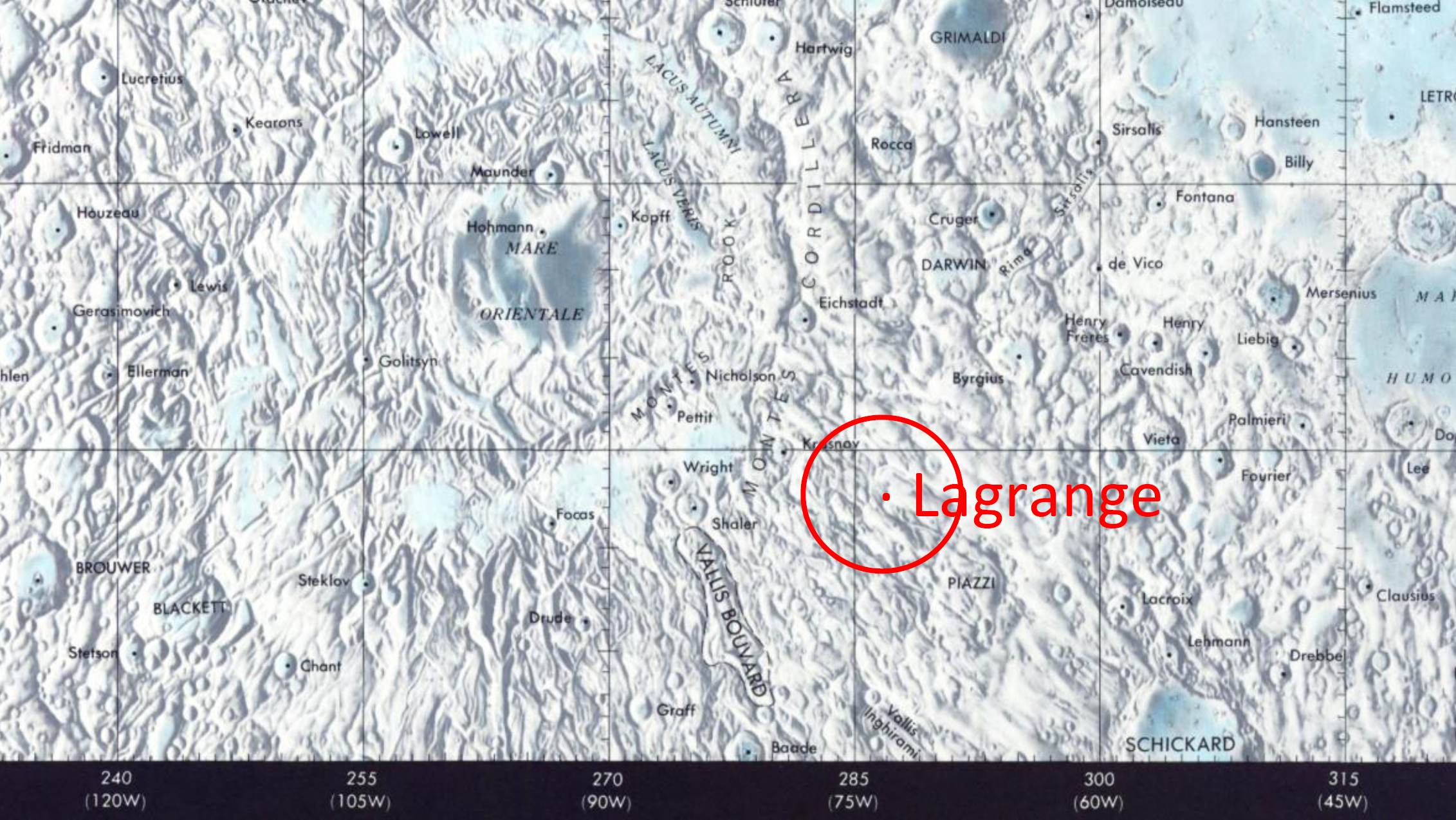
Localització de Lagrange (centre dreta de la imatge)
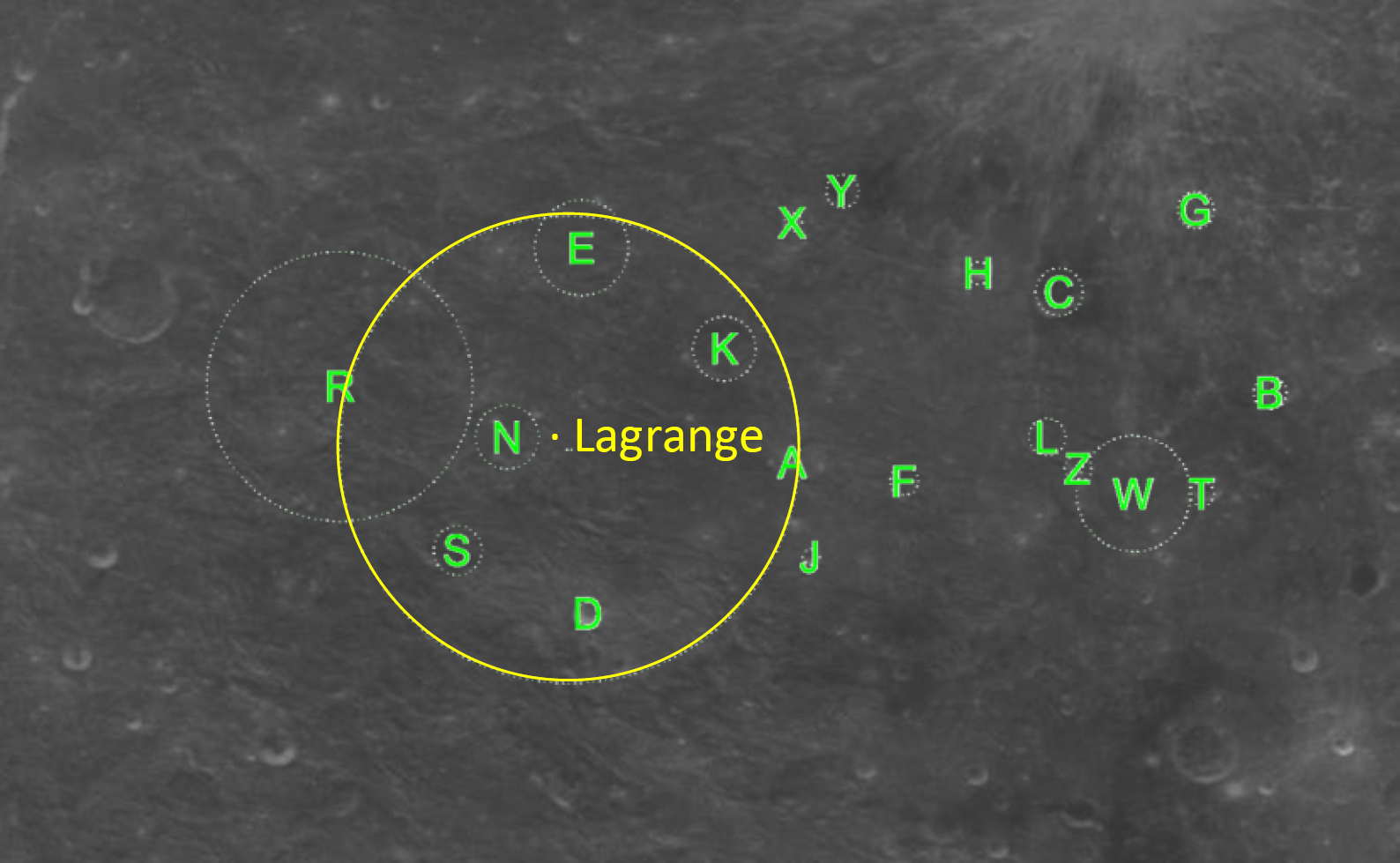
Cràters satèl·lit

La meitat sud-oest d'aquest cràter ha estat fortament danyada per la massa expulsada des de la Mare Orientale. Aquests materials presenten formes irregulars i estriades a la superfície, organitzades radialment a la base de la conca del Mare Orientale. Com a resultat d'això, només la part nord-est del cràter està relativament intacta; la resta forma una depressió desigual sobre la superfície lunar, coberta de crestes. La característica més notable en aquesta secció és el perfil esmolat del petit cràter Lagrange D.
La secció supervivent de la vora està molt gastada i erosionada, formant un perfil de crestes de superfícies suaus i arrodonides. La plataforma interior en aquestes zones és relativament plana, però fins i tot aquesta superfície conté rastres del material expulsat per la Mare Orientale.

## Cràters satèl·lit
Per convenció aquests elements són identificats en els mapes lunars posant la lletra en el costat del punt central del cràter que està més proper a Lagrange.
| Lagrange | Coordenades                          | Diàmetre |
| -------- | ------------------------------------ | -------- |
| A        | 32° 30′ S, 69° 12′ O / 32.5°S,69.2°O | 6 km     |
| B        | 31° 24′ S, 61° 30′ O / 31.4°S,61.5°O | 16 km    |
| C        | 29° 48′ S, 64° 54′ O / 29.8°S,64.9°O | 23 km    |
| D        | 34° 54′ S, 72° 30′ O / 34.9°S,72.5°O | 11 km    |
| E        | 29° 06′ S, 72° 36′ O / 29.1°S,72.6°O | 46 km    |
| F        | 32° 48′ S, 67° 24′ O / 32.8°S,67.4°O | 14 km    |
| G        | 28° 30′ S, 62° 42′ O / 28.5°S,62.7°O | 18 km    |
| H        | 29° 30′ S, 66° 12′ O / 29.5°S,66.2°O | 11 km    |
| J        | 34° 00′ S, 68° 54′ O / 34.0°S,68.9°O | 8 km     |
| K        | 30° 42′ S, 70° 18′ O / 30.7°S,70.3°O | 31 km    |
| L        | 32° 06′ S, 65° 06′ O / 32.1°S,65.1°O | 18 km    |
| N        | 32° 06′ S, 73° 48′ O / 32.1°S,73.8°O | 31 km    |
| R        | 31° 18′ S, 76° 30′ O / 31.3°S,76.5°O | 130 km   |
| S        | 33° 54′ S, 74° 36′ O / 33.9°S,74.6°O | 12 km    |
| T        | 33° 00′ S, 62° 36′ O / 33.0°S,62.6°O | 12 km    |
| W        | 33° 00′ S, 63° 42′ O / 33.0°S,63.7°O | 56 km    |
| X        | 28° 42′ S, 69° 12′ O / 28.7°S,69.2°O | 9 km     |
| Y        | 28° 12′ S, 68° 24′ O / 28.2°S,68.4°O | 16 km    |
| Z        | 32° 36′ S, 64° 36′ O / 32.6°S,64.6°O | 13 km    |